# U.S. Route 89
U.S. Route 89 (ou U.S. Highway 89) é uma autoestrada dos Estados Unidos.
Faz a ligação do Sul para o Norte. A U.S. Route 89 foi construída em 1926 e tem 1 252 milhas (2 015 km).

## Principais ligações
Autoestrada 80 em Salt Lake City

 Autoestrada 90 perto de Bozeman